# I Declare War (groupe)
Pour les articles homonymes, voir I Declare War.
I Declare War est un groupe américain de deathcore, originaire de Seattle, Washington.

## Histoire
Le groupe est formé en 2005. La formation originale se compose alors de Johnathan Huber (chant), Evan Hughes (guitare), Jake Paulson (guitare), Randy Carpenter (batterie), et Zack Ring (basse).
En 2006, le groupe sort son premier album, What You Deserve, en indépendant, et commence à tourner peu après. En 2007, le groupe sort son deuxième album, Amidst the Bloodshed, sur le label Compton Records, aujourd'hui disparu. Lors d'une tournée la même année, le groupe entre en contact avec un autre groupe de deathcore, Whitechapel, avec lequel il se lie d'amitié. En 2009, le groupe connaît son premier grand changement de formation « avec Chris Fugate qui remplace Paulson, Ryan Cox qui remplace Carpenter et Brent Eaton qui remplace Ring », laissant Huber et Hughes comme seuls membres originaux du groupe. Toujours en 2009, le groupe est contacté par le nouveau label Artery Recordings après que le guitariste de Whitechapel, Alex Wade, ait été approché par Artery au sujet de groupes potentiels à signer et ait recommandé I Declare War.
L'année suivante, le groupe sort son troisième album, Malevolence (2010). Il s'agit du dernier album du groupe sur lequel figure le chanteur d'origine, Jonathan Huber. Il quitte le groupe en 2010 pour se consacrer à d'autres projets. Huber rejoint ensuite le groupe de death metal Pathology. Le groupe trouve rapidement un nouveau chanteur en la personne de Jamie Hanks. En 2011, Hanks fait sa première apparition sur le quatrième album du groupe, l'album éponyme I Declare War. À ce moment, le guitariste Evan Hughes est le seul membre du groupe qui reste de la formation originale de 2005. Cependant, cette situation est sur le point de changer. Au début de l'année 2012, la formation du groupe subit de nouveau un changement radical. Tous les membres du groupe, à l'exception du nouveau chanteur, quittent I Declare War. Hanks se retrouvant désormais le membre le plus ancien du groupe, le groupe se dote d'une nouvelle formation en 2012. Cette troisième incarnation du groupe se compose du guitariste John Winters, du batteur Colin Bradford, du bassiste Gordon McPherson et du chanteur Jamie Hanks. Le groupe s'agrandit ensuite pour inclure à nouveau un second guitariste, Jacob Hansen. Plus tard, encore une fois en raison d'une tournée intensive, Hansen et Bradford quittent le groupe et entrent dans Yusef Johnson.
En 2014, ce nouveau groupe sort son premier album, We Are Violent People by Nature, qui sera le cinquième album studio de I Declare War, et atteindra la 13e place du classement Billboard Heatseekers. En 2016, Songs for the Sick est publié. Une version instrumentale de l'album est également disponible. Plus tard en 2016, le groupe recrute le guitariste Greg Kirkpatrick (As Blood Runs Black) et le batteur Garon Howe (Hailbrook Hollow). Un an plus tard, un nouveau clip vidéo sort pour l'une des chansons de cet album intitulée Millions will Burn. En 2018, ils publient une reprise de la chanson Dead and Bloated des Stone Temple Pilots.
En octobre 2019, I Declare War sort un EP de cinq chansons intitulé Downcast. Il est enregistré à Seattle aux studios Thunderbeast, et mixé et masterisé par Aaron Kitcher. Il s'agit de la première œuvre musicale à laquelle participent le batteur Garon Howe et le guitariste Greg Kirkpatrick, avec des paroles écrites par Howe sur le morceau Hypothermic. De son côté, Jamie Hanks démarre un nouveau projet baptisé Sacrificer en 2022.

## Discographie

### Albums studio
- 2006 : What You Deserve (album)
- 2007 : Amidst the Bloodshed (album, Compton Records)
- 2010 : Malevolence (album, Artery Recordings)
- 2011 : I Declare War (album, Artery Recordings ; 16e des U.S. Heatseekers[11]
- 2014 : We Are Violent People by Nature (album, Artery Recordings ; 12e des U.S. Heatseekers[11]
- 2016 : Songs for the Sick (album)

### Autres
- 2007 : Bring the Season (EP sur le thème de Noël, Compton Records)
- 2019 : Downcast (EP)